# Еленя-Гура
Еле́ня-Гу́ра (досл.: «Оленья гора», пол. Jelenia Góra) — город в Польше, входит в Нижнесилезское воеводство. До 1945 года входил в состав немецкой Силезии и назывался Хи́ршберг (нем. Hirschberg, что также переводится как «Оленья гора»). Передан Польше по Потсдамскому соглашению (1945).
Имеет статус городского повята. Занимает площадь 108,4 км². Население — 87 017 человек (на 2006 год).

## Достопримечательности
- В районе Собешув разрушенный замок Хойник.

## Галерея

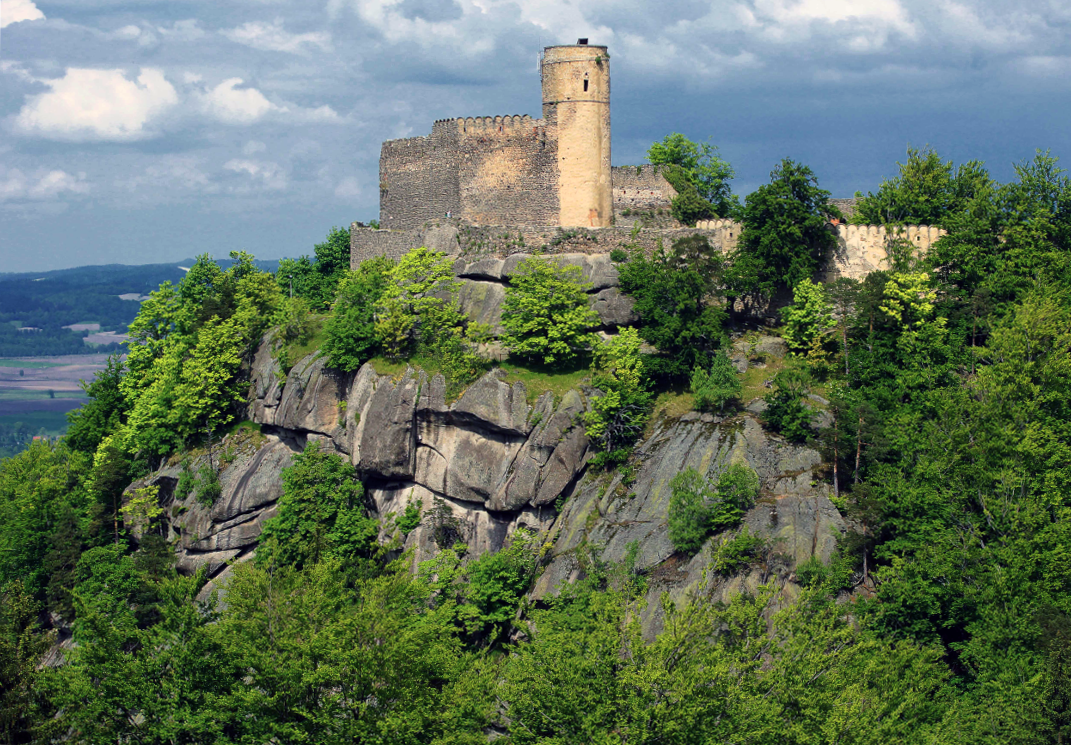
Замок
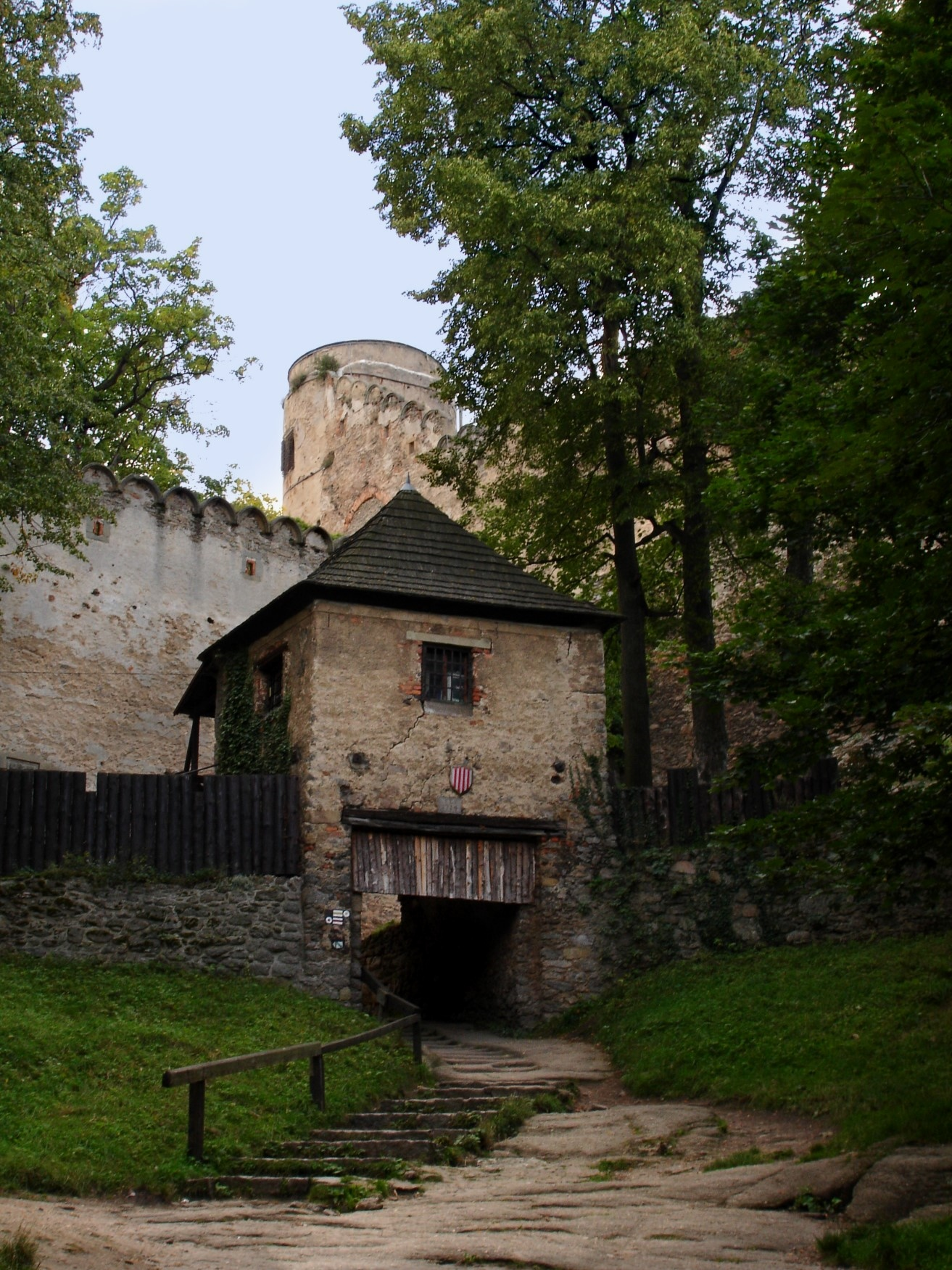
Замок
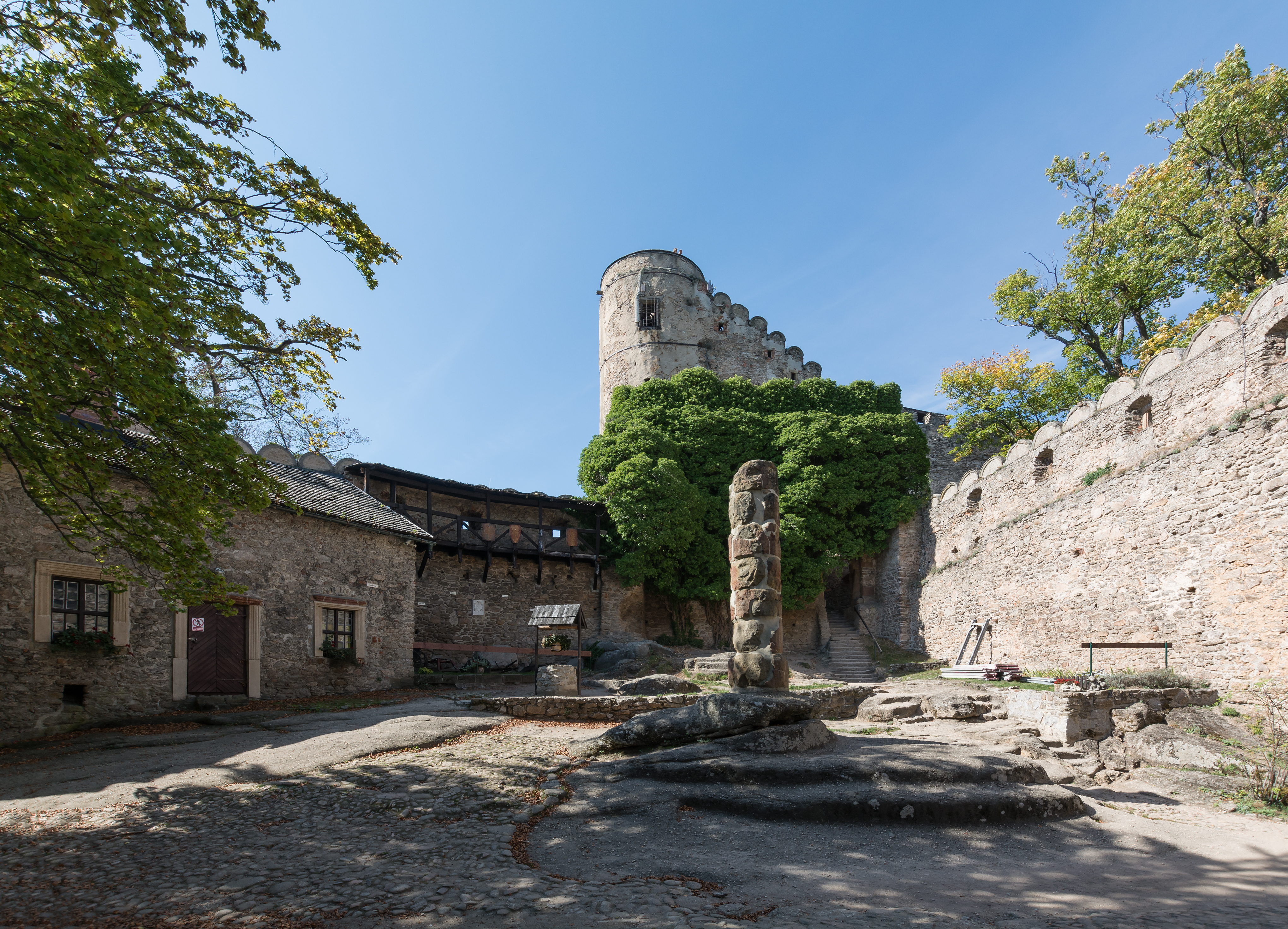
Замок
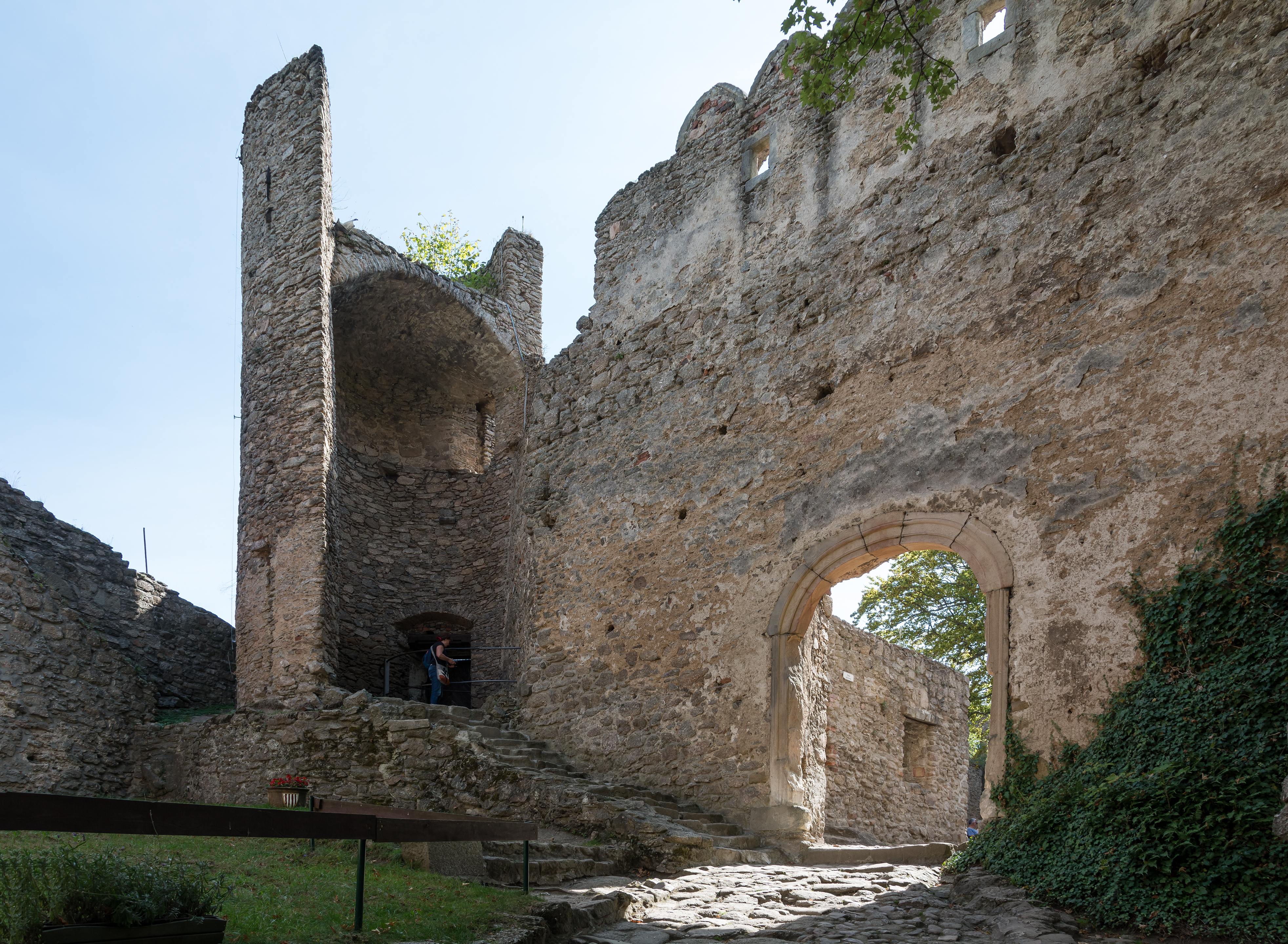
Замок
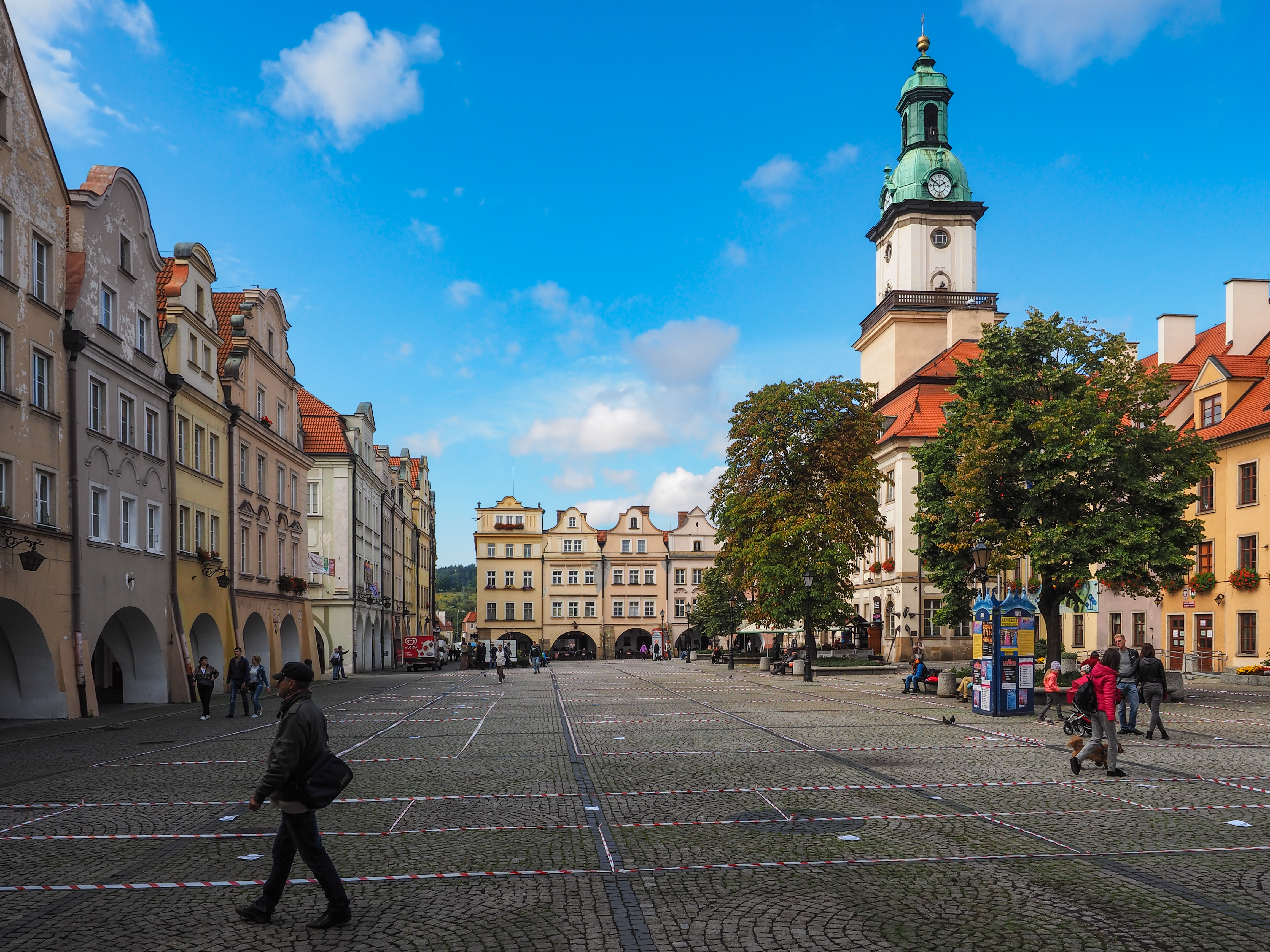
Рыночная площадь
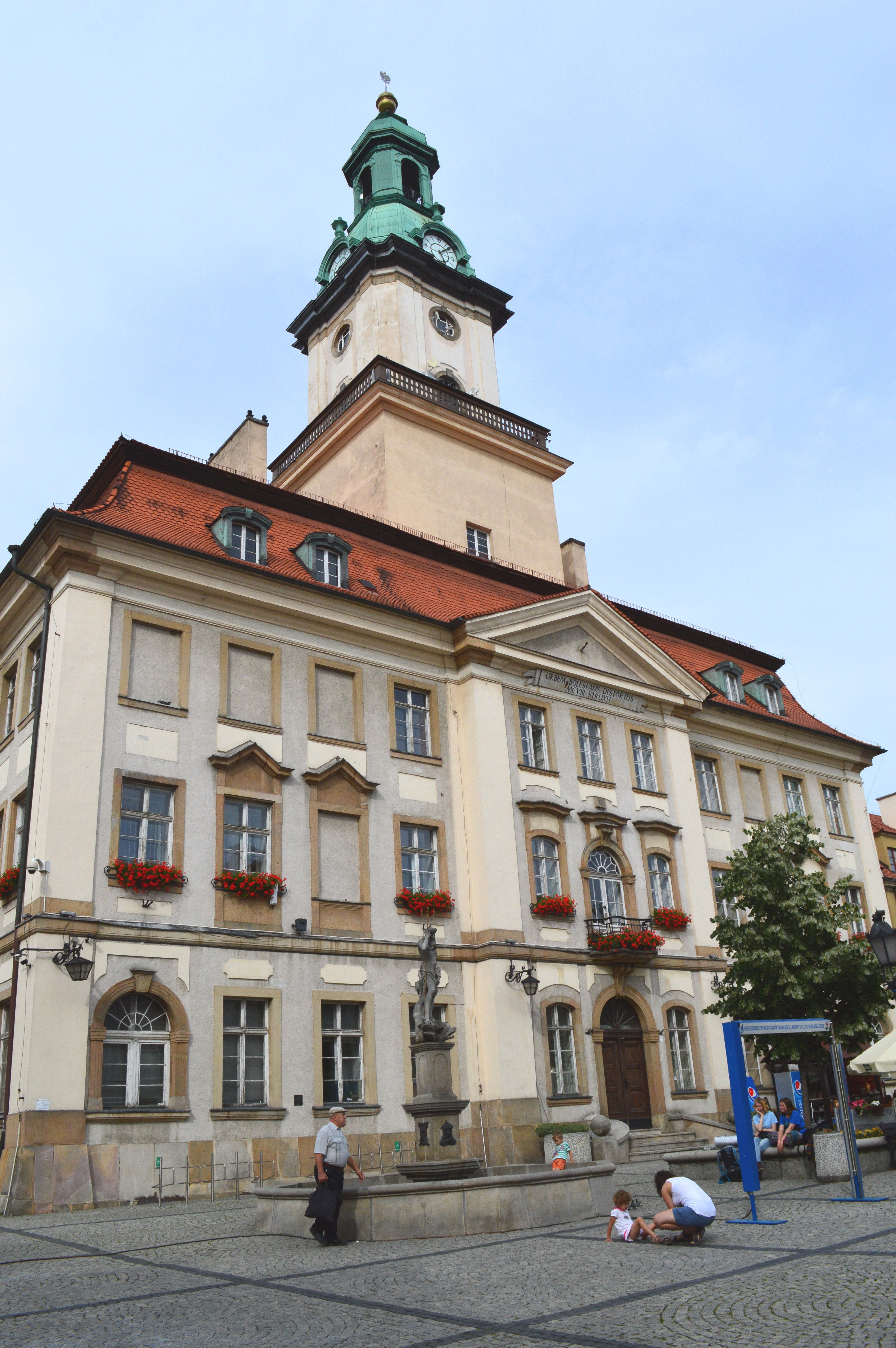
Ратуша
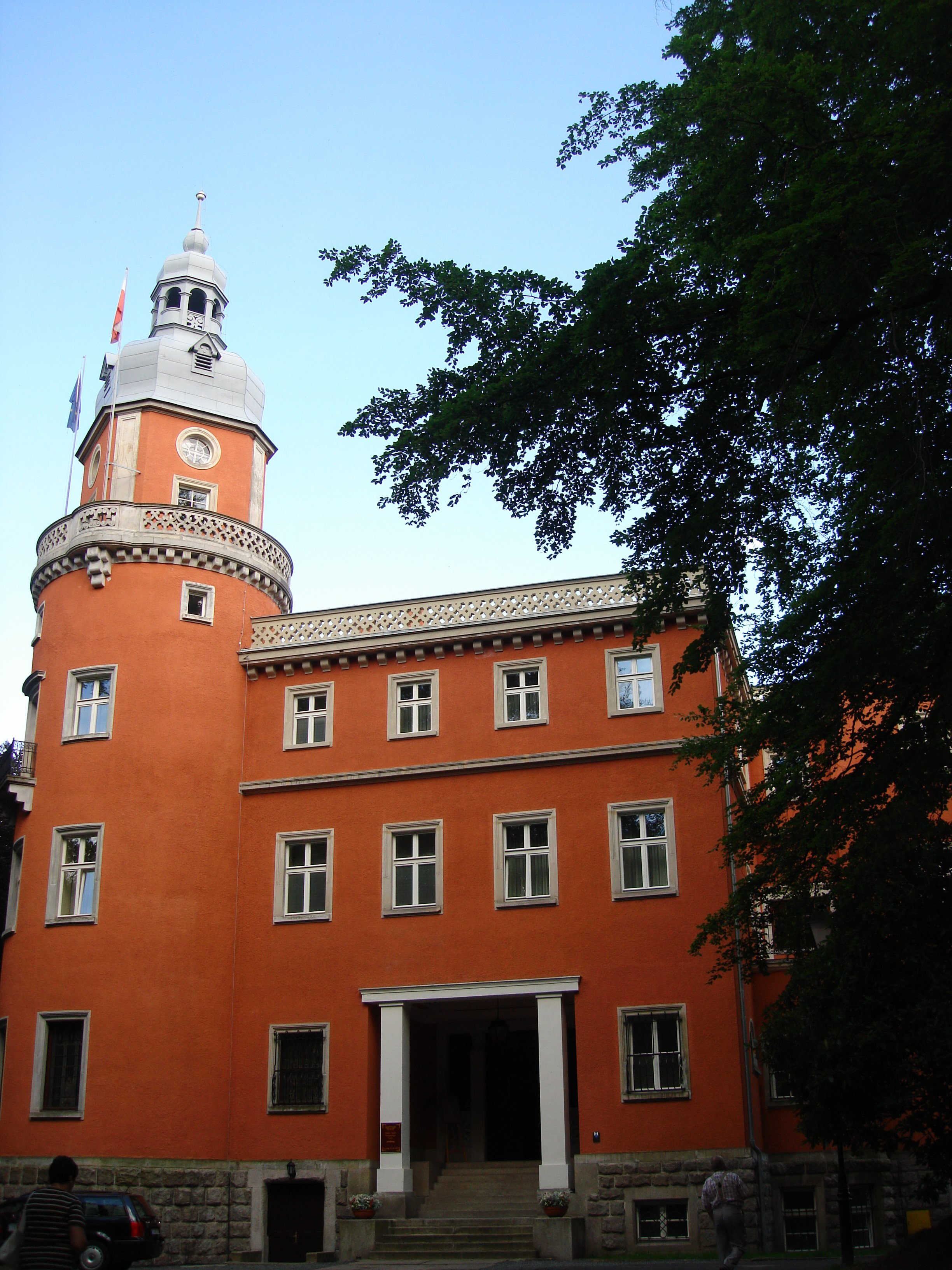
Дворец
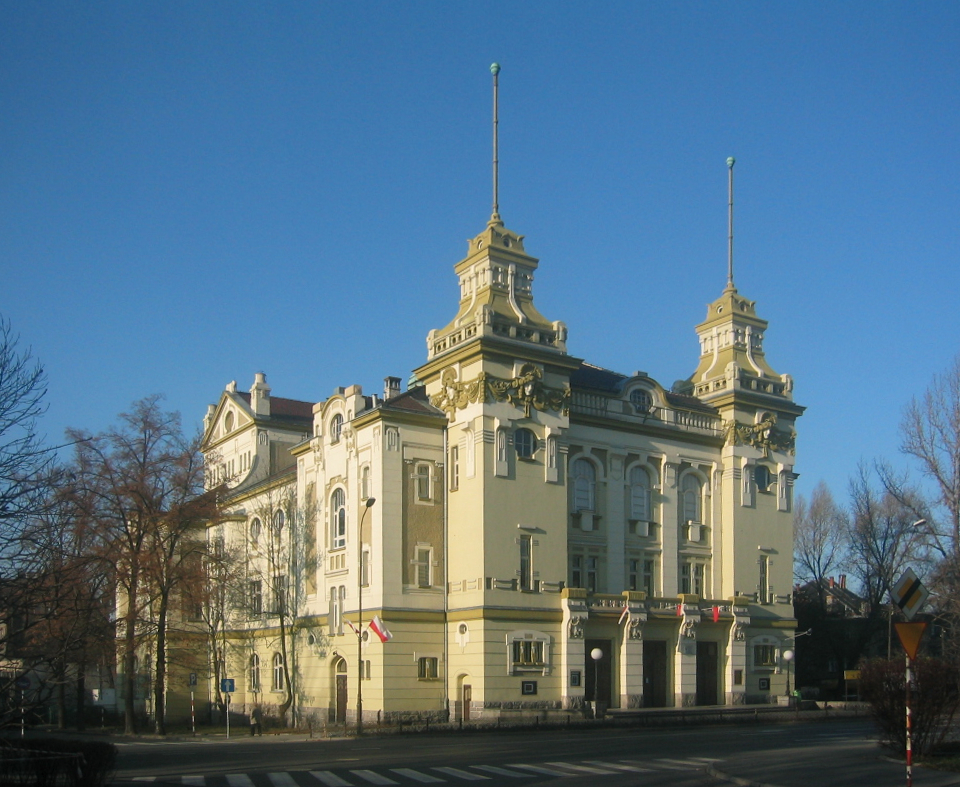
Театр
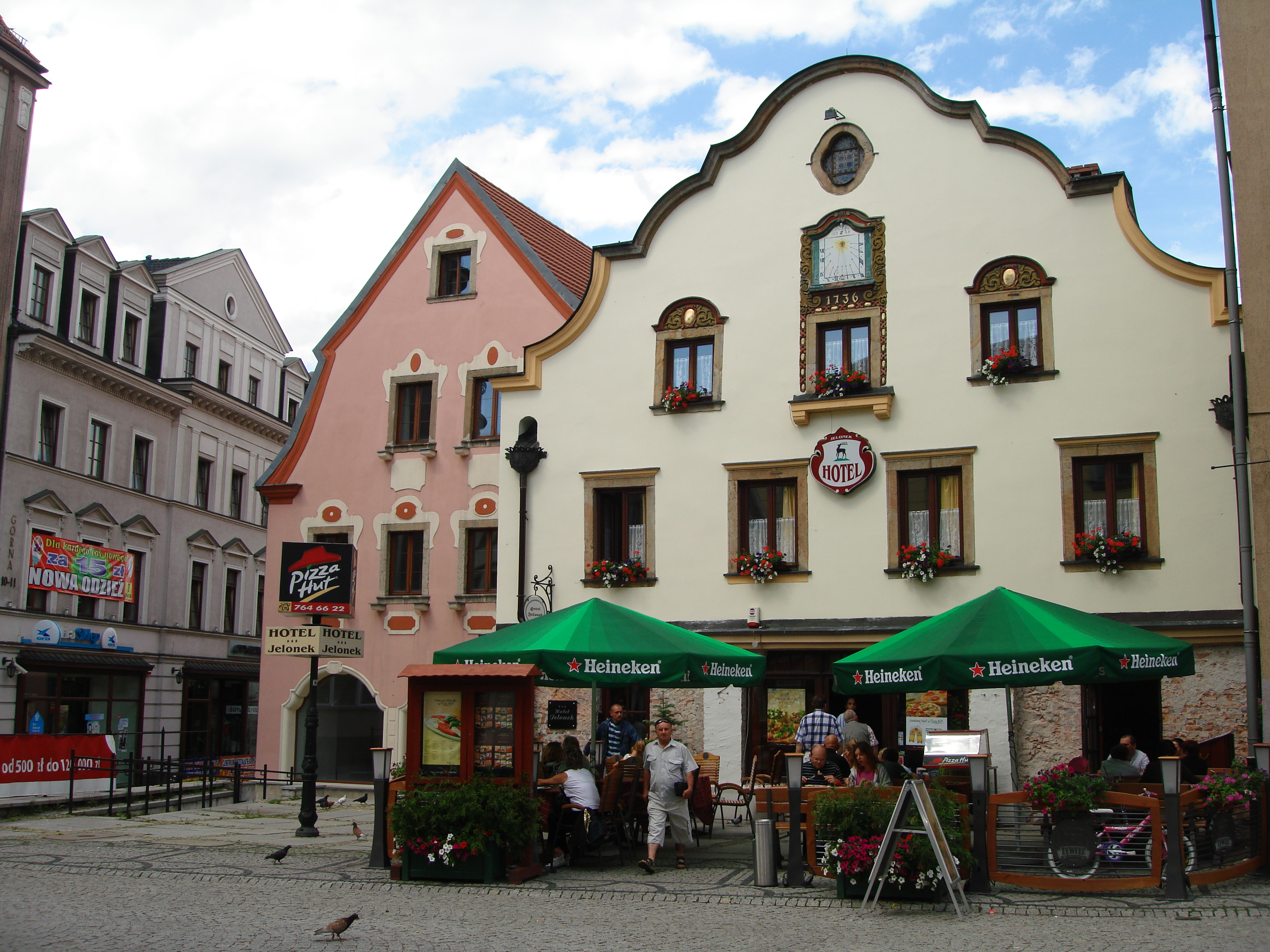
Старинные дома
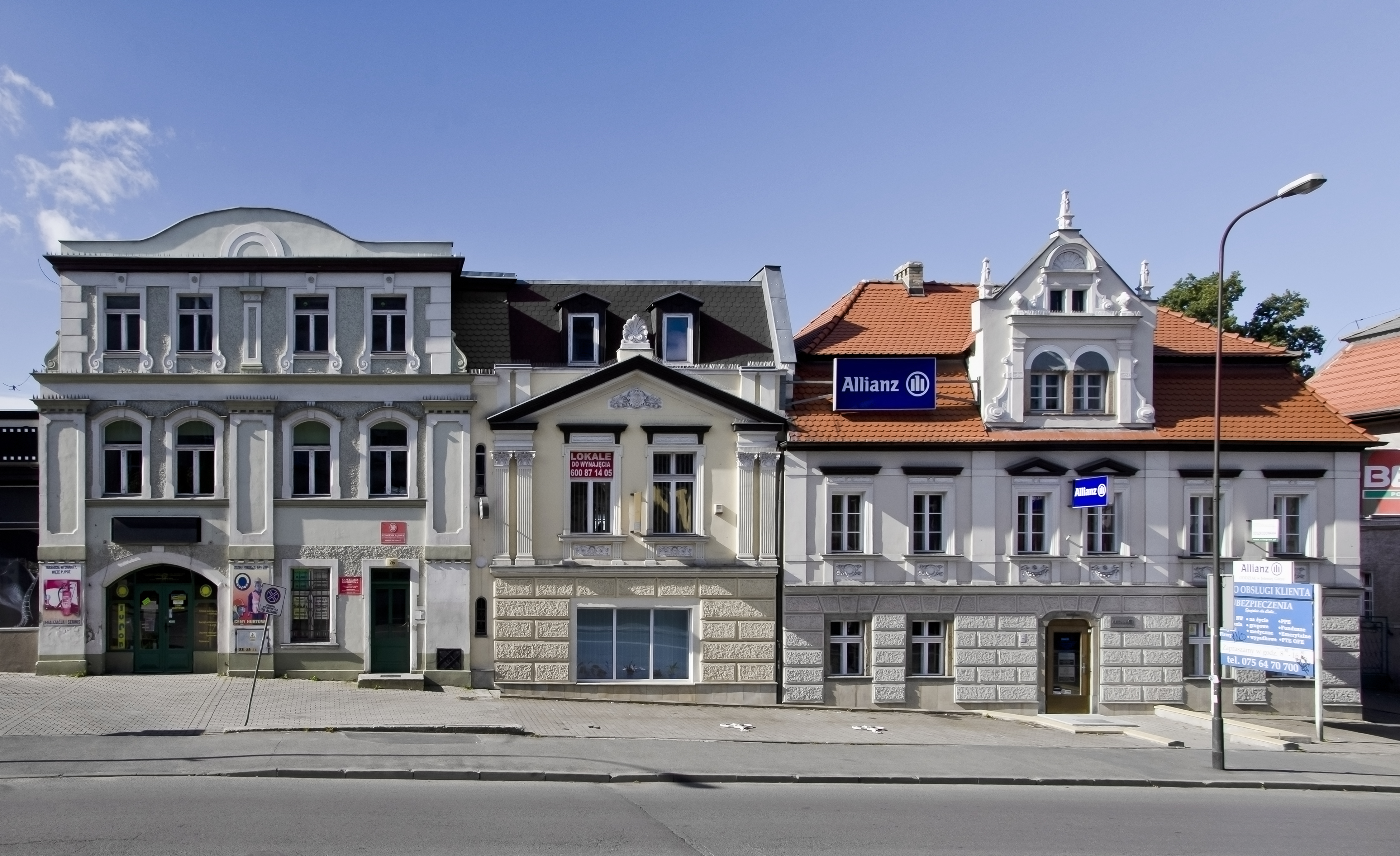
Старинные дома
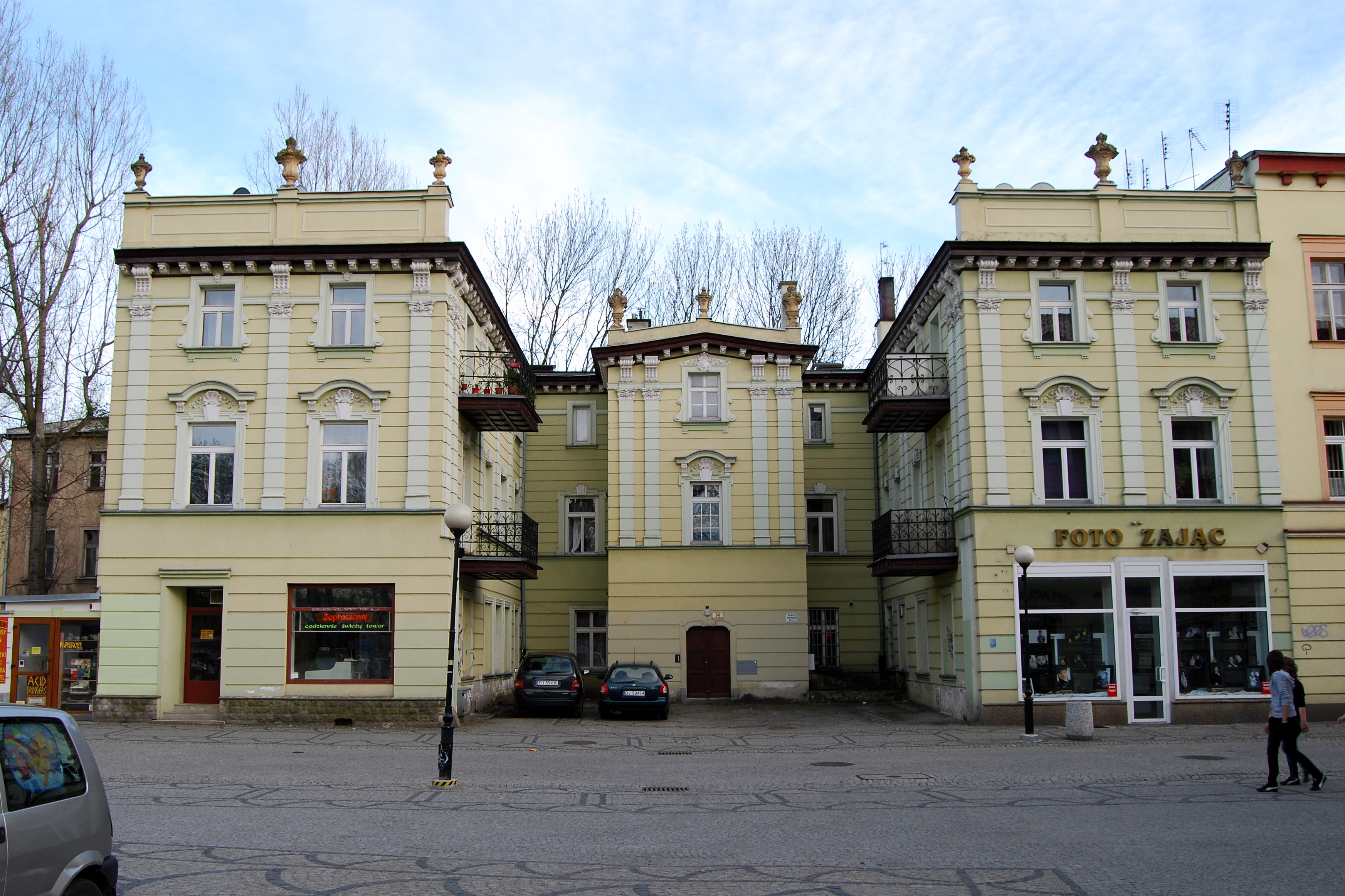
Старинное здание
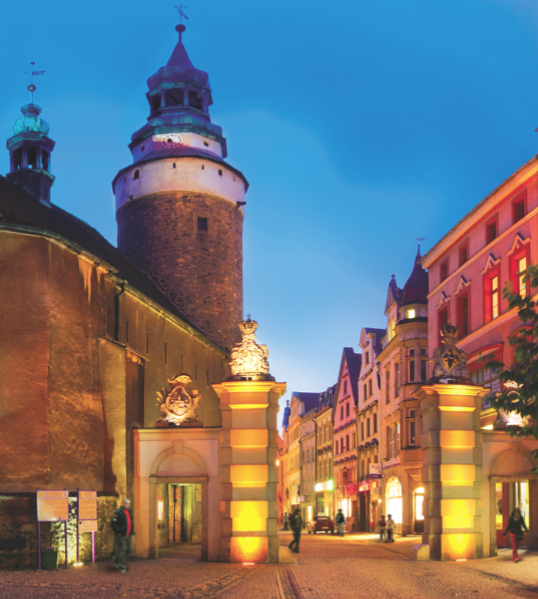
Часовня Св. Анны
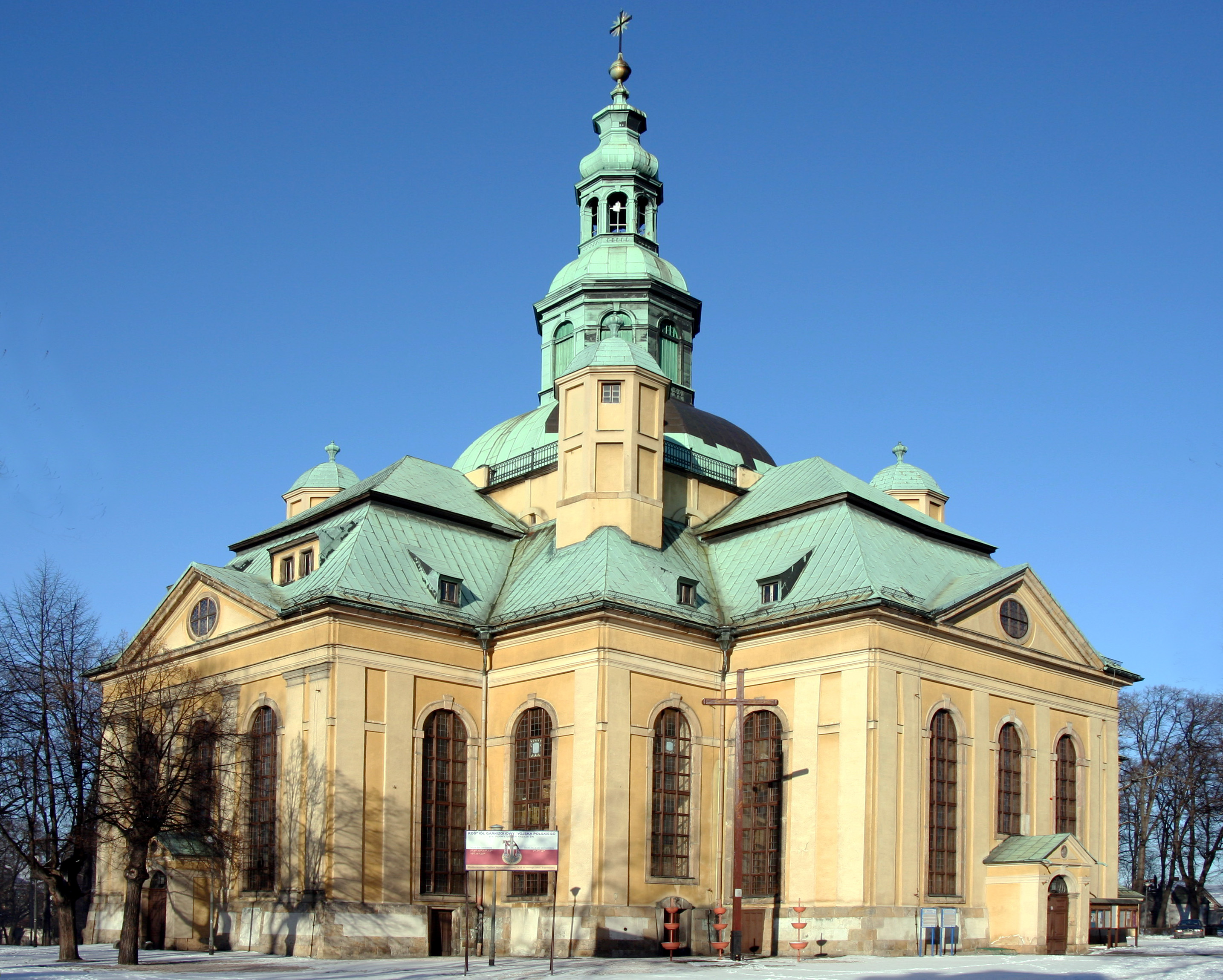
Церковь Св. креста
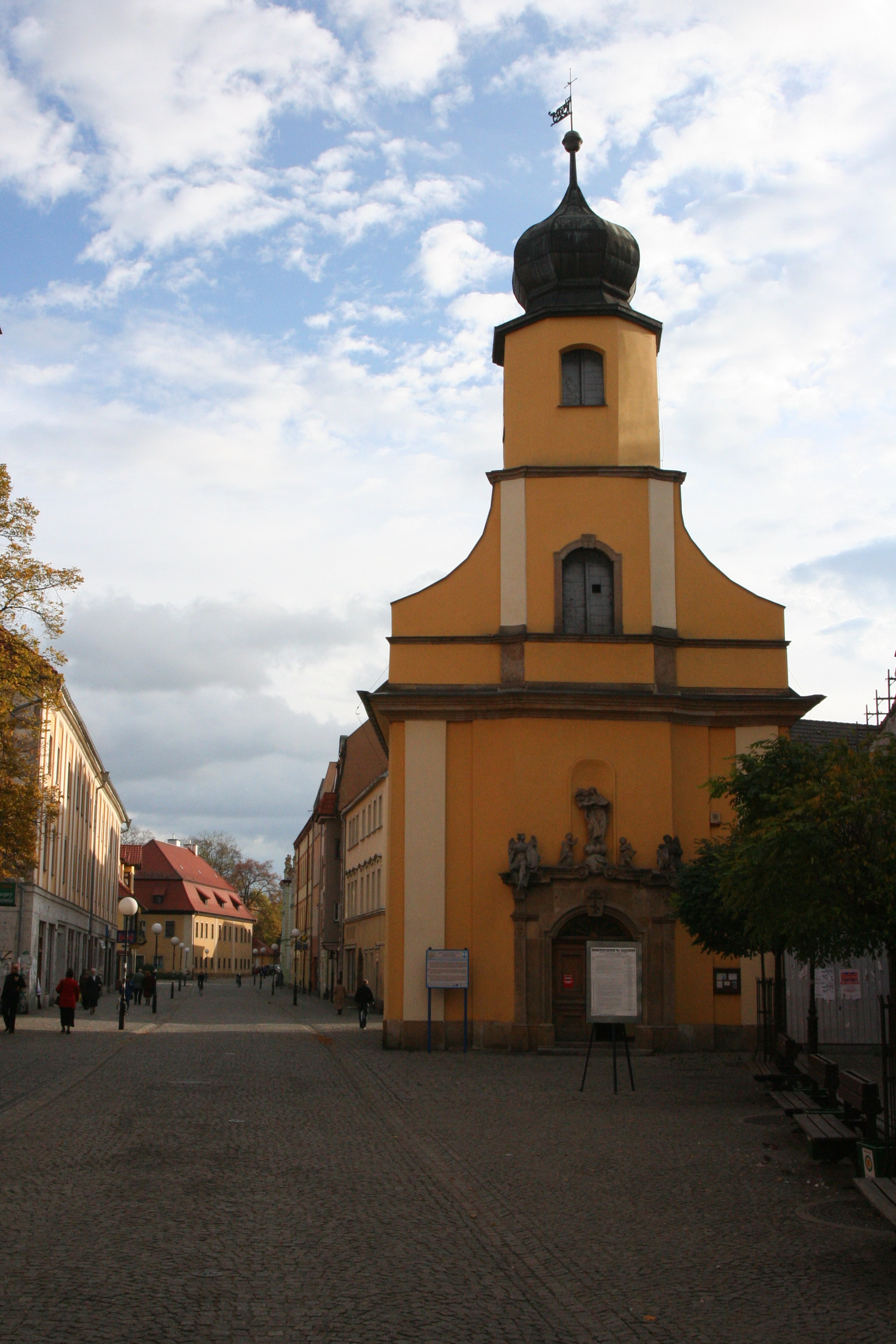
Православная Церковь Святых Петра и Павла

## Уроженцы
- Иеремия Беньямин Рихтер
- Ханна Райч
- Гюнтер Грундманн[пол.], искусствовед.

## Города-побратимы
- Бауцен (нем. Bautzen, пол. Budziszyn), Германия
- Валкеакоски (фин. Valkeakoski), Финляндия
- Раннерс (дат. Randers), Дания
- Тайлер (англ. Tyler), Техас, США
- Текила (исп. Tequila), Халиско, Мексика
- Червия (итал. Cervia), Италия
- Эрфтштадт (нем. Erftstadt), Германия

- Северодонецк (укр. Сєвєродонецьк), Украина

### Бывшие города-побратимы
- Владимир, Россия — отношения были разорваны в марте 2022 года в связи с вторжением России в Украину[3]